# 陳磊 (籃球運動員)
陈磊（1983年6月14日—），中国辽宁省阜新市人，篮球运动员；他曾效力于北京首钢、江苏肯帝亚，并曾担任前者的队长。

## 职业生涯简介
陈磊1996年入选辽宁省阜新青年男篮。一年后进入北京青年队继续自己的篮球生涯。2000年，陈磊正式被北京队主教练闵鹿蕾选拔入一线队，正式开始了自己的职业生涯。
在经过两三年的磨练之后，陈磊渐渐成长为北京金隅队的主力球员。他在场上作风顽强、硬朗，又有一招准确的三分，深得主教练闵鹿蕾的信任，和球迷的喜爱。然而，作为小前锋的陈磊在场上大局观，以及防守技术上存在着较大的不足，这也导致他始终徘徊在国家一队的边缘。2005年，陈磊首次入选了国家二队，并于2007年再度入选了国家二队。可惜两次国家二队的经历并不能让他打动国家队主教练尤纳斯，他并没能获得北京奥运会的参赛资格。
在2004年，北京金隅队未能冲入当赛季季后赛。按照篮协球员交流的规则，陈磊被当时浙江万马队主教练蒋兴权相中，租借到了万马队参加季后赛，也得到了浙江教练和球迷的认可。
随着年龄增长，陈磊逐渐淡出了北京首钢的主力阵容，但在关键时刻，他总能起到稳定军心的作用。职业生涯晚期，他以队长身份带领北京首钢获得了三次CBA总冠军。2015年9月，陈磊正式转会至江苏肯帝亚，以期获得更多的上场机会。
2018年，陈磊宣布退役。

## 外部連結
- 陳磊在fiba.basketball（英语）
- 陳磊在中国男子篮球职业联赛
- 陳磊在Basketball-Reference.com（國際）（英语）
- 陳磊在Eurobasket.com（球員）（英语）
- 陳磊在RealGM（英语）
- 陳磊在Proballers（英语）
- 陳磊在中国篮球数据库（新浪网）